# Detroit Falcons (NBA-lag)
Detroit Falcons, som bildades 1946 och upplöstes 1947, var en basketklubb från Detroit i Michigan och som spelade i Basketball Association of America (BBA) säsongen 1946/1947.
Falcons var ett av lagen som spelade den första BAA-säsongen. Laget slöt på 20 segrar och 40 förluster i grundserien och slutade på fjärde plats i Western Division vilket gjorde att de missade slutspelet. Trots slutspelsmissen så kom lagets stjärna, center-forwarden Stan Miasek som gjorde 895 poäng (14,9 poäng per match), med i förstauppställning i NBA:a All Star-lag.
Efter att Falcons dragit sig ur ligan skulle det dröja ända till säsongen 1957/1958 när Detroit Pistons anslöt till ligan innan Detroit fick ett NBA-lag igen.